# 하트 오브 화이어
하트 오브 화이어(Hearts of Fire)는 미국에서 제작된 리차드 마퀀드 감독의 1987년 드라마, 뮤지컬, 멜로/로맨스 영화이다. 밥 딜런 등이 주연으로 출연하였고 제니퍼 알워드 등이 제작에 참여하였다.

## 출연

### 주연
- 밥 딜런
- 피오나
- 루퍼트 에버릿

### 조연
- 수잔 버티쉬
- 모리 체이킨
- 이안 더리
- 줄리안 글로버
- 리치 하벤스
- 래리 램
- 론 우드

## 제작진
- 공동제작: 이아인 스미스
- 배역: 마시 리로프